# Puchar Miast Targowych (1965/1966)
VIII Puchar Miast Targowych 1965/1966

(ang. Inter-Cities Fairs Cup)

## 1/32 finału
| DOS Utrecht – FC Barcelona 0:0 i 1:7 1 16.09 1965 2 23.10 1965 0:1 Verges 10, 0:2 Zaldúa 14, 0:3 Vicente 16, 1:3 van der Linden 28, 1:4 Zaldúa 49, 1:5 Zaldúa 59, 1:6 Zaldúa 80, 1:7 Pereda 88 |
| Royal Antwerp FC – Glentoran 1:0 i 3:3 1 28.09 1965 1:0 Vandevelde 85 2 06.10 1965 1:0 Segers 12, 1:1 K. Hamilton 44, 1:2 Thompson 55, 1:3 Thompson 60, 2:3 van Moer 68, 3:3 van de Velde 87 |
| Stade Français – FC Porto 0:0 i 0:1 1 14.09 1965 2 06.10 1965 0:1 Manuel Antonio 12 |
| Girondins Bordeaux – Sporting CP 0:4 i 1:6 1 22.09 1965 0:1 Figueiredo 7, 0:2 Oliveira Duarte 47, 0:3 Fernando Peres 80, 0:4 Figueiredo 87 2 06.10 1965 0:1 Lourenço 15, 0:2 Fernando Peres 24k, 0:3 Oliveira Duarte 26, 1:3 Abossolo 47, 1:4 Figueiredo 53, 1:5 Ferreira Pinto 60, 1:6 Lourenço 78                                                 |
| RFC Liège – NK Zagreb 1:0 i 0:2 1 22.09 1965 1:0 Demerteau 15 2 06.10 1965 0:1 Vaha 61, 0:2 Azimović 88 |
| Malmö FF – TSV 1860 Monachium 0:3 i 0:4 1 15.09 1965 0:1 Rebele 29, 0:2 Brunnemeier 24, 0:3 P. Groser 64 2 28.09 1965 0:1 Brunnenmeier 6, 0:2 Heiss 24, 0:3 P. Groser 57, 0:4 Rebele 87 |
| Daring Club – AIK Fotboll 1:3 i 0:0 1 23.09 1965 1:0 Randoux 10, 1:1 Björn Carlsson 17, 1:2 Nilden 27, 1:3 Backman 75 2 19.10 1965 |
| A.C. Milan – RC Strasbourg 1:0 i 1:2, dod. 1:1 (dog) 1 22.09 1965 1:0 Fortunato 41 2 27.10 1965 1:0 Benigni 59, 1:1 Hauss 70k, 1:2 Fanas 89 3 07.11 1965 1:0 Angelillo 59, 1:1 Szczepaniak 80 (mecz w Mediolanie) awans AC Milan po losowaniu (rzut monetą)                                                                                         |
| PAOK – Wiener SC 2:1 i 0:6 1 15.09 1965 0:1 Rafreider 51, 1:1 Koudas 62, 2:1 Muratidis 75 2 29.09 1965 0:1 E. Hof 3, 0:2 Gayer 13, 0:3 E. Hof 27, 0:4 Gayer 73, 0:5 E. Hof 74, 0:6 E. Hof 89 |
| Chelsea – AS Roma 4:1 i 0:0 1 22.09 1965 1:0 Venables 32, 1:1 Barison 34, 2:1 Venables 40, 3:1 Venables 46, 4:1 Graham 67 2 06.10 1965 |
| Leeds United – Torino Calcio 2:1 i 0:0 1 29.09 1965 1:0 Bremner 25, 2:0 Peacock 48, 2:1 Orlando 78 2 06.10 1965 |
| Hibernian F.C. – Valencia CF 2:0 i 0:2, dod. 0:3 1 08.09 1965 1:0 Scott 4, 2:0 McNamee 89 2 12.10 1965 0:1 Waldo 14, 0:2 Sánchez Lage 74k 3 03.11 1965 0:1 Munoz 11, 0:2 Guillot 65, 0:3 Munoz 71 (mecz w Walencji) |
| Union Luxembourg – 1. FC Köln 0:4 i 0:13 1 08.09 1965 0:1 Krallthausen 14, 0:2 Thielen 28, 0:3 Löhr 35, 0:4 Krallthausen 80 2 05.10 1965 0:1 Thielen 2, 0:2 Thielen 6, 0:3 Löhr 12, 0:4 Löhr 15, 0:5 Overath 16, 0:6 Thielen 23, 0:7 Thielen 31, 0:8 F.Neumann 44, 0:9 Löhr 57, 0:10 C.Müller 72, 0:11 F.Neumann 78, 0:12 Overath 87, 0:13 Weber 88 |
| 1. FC Nürnberg – Everton 1:1 i 0:1 1 28.09 1965 1:0 Greif 24, 1:1 B. Harris 50 2 12.10 1965 0:1 Gabriel 63 |
| FK Crvena zvezda – AC Fiorentina 0:4 i 1:3 1 15.09 1965 0:1 Bertini 67, 0:2 Hamrin 70, 0:3 Nuti 83, 0:4 Bertini 86 2 22.09 1965 0:1 Hamrin 6, 0:2 Pirovano 26, 1:2 Milošević 42, 1:3 Brugnera 48 |
| Spartak Brno – Łokomotiw Płowdiw 2:0 i 0:1 1 28.09 1965 1:0 C. Chaloupka 25, 2:0 Vojta 72 2 06.10 1965 0:1 Kanczew 40 |
| Wolny los: Hannover 96, Español, Steagul Rosu Braszów, Göztepe SK, Servette FC, CUF, SC Lipsk, FC Basel, Aris, Újpest, Dunfermline Athletic, B 1903, Heart of Midlothian, Vålerenga, Shamrock Rovers, Real Saragossa |

## 1/16 finału
| Royal Antwerp FC – FC Barcelona 2:1 i 0:2 1 17.11 1965 1:0 Eladio 6s, 2:0 Segers 11, 2:1 Rifé 41 2 01.12 1965 0:1 Rifé 9, 0:2 Zaballa 50 |
| Hannover 96 – FC Porto 5:0 i 1:2 1 10.11 1965 1:0 Rodekamp 5, 2:0 Siemensmayer 6, 3:0 Bandura 65, 4:0 Nix 73, 5:0 Siemensmayer 82 2 08.12 1965 0:1 Manuel Antonio 20, 1:1 Bena 43, 1:2 Custodio Pinto 69 |
| NK Zagreb – Steagul Rosu Braszów 2:2 i 0:1 1 17.11 1965 0:1 Goran 65, 1:1 Vaha 65, 1:2 Neftanaila 84, 2:2 Vaha 85 2 24.11 1965 0:1 Hasoti 14 |
| Sporting CP – Español 2:1 i 3:4, dod. 1:2 1 17.11 1965 1:0 Lourenco 62, 2:0 Lourenco 67, 2:1 Miralles 75 2 24.11 1965 1:0 Lourenco 26, 2:0 Figueiredo 34, 3:0 Oliveira Duarte 48, 3:1 Rodilla 70, 3:2 José Maria 57k, 3:3 Miralles 65, 3:4 Rodilla 72 3 15.12 1965 0:1 Rodilla 36, 1:1 Lourenço 37, 1:2 Rodilla 45 (mecz w Barcelonie) |
| Göztepe SK – TSV 1860 Monachium 2:1 i 1:9 1 03.11 1965 1:0 Cengiz Kayalar 63, 2:0 Ertan Öznur 70, 2:1 Brunnenmeier 72 2 23.11 1965 0:1 Rebele 1, 0:2 Konietzka 5, 1:2 Ertan Öznur 6, 1:3 Rebele 29, 1:4 Konietzka 36, 1:5 Konietzka 58, 1:6 Rebele 58, 1:7 Konietzka 65, 1:8 Radenkovic 73k, 1:9 Heiss 87                              |
| AIK Fotboll – Servette FC 2:1 i 1:4 1 04.11 1965 1:0 Backman 40, 2:0 Eriksson 41, 2:1 Schindelholz 57 2 13.11 1965 0:1 Georgy 1, 0:2 Makay 21, 1:2 Eriksson 50, 1:3 Nemeth 64, 1:4 Daina 67 |
| CUF – A.C. Milan 2:0 i 0:2, dod. 0:1 1 01.12 1965 1:0 Fernando Oliveira 61, 2:0 Abelroado 89k 2 08.12 1965 0:1 Sormani 18k, 0:2 Angelillo 87 3 29.12 1965 0:1 Lodetti 76 (mecz w Mediolanie) |
| Wiener SC – Chelsea 1:0 i 0:2 1 17.11 1965 1:0 Gayer 82 2 01.12 1965 0:1 A. Murray 6, 0:2 Osgood 30 |
| SC Lipsk – Leeds United 1:2 i 0:0 1 24.11 1965 0:1 Lorimer 79, 0:2 Bremner 80, 1:2 Frenzel 82 2 01.12 1965 |
| FC Basel – Valencia CF 1:3 i 1:5 1 24.11 1965 1:0 Benthaus 6, 1:1 Waldo 17, 1:2 Muñoz 22, 1:3 Waldo 80 2 08.12 1965 0:1 Waldo 1, 0:2 Urtiaga 17, 0:3 Muñoz 31, 0:4 Guillot 32, 1:4 Hauser 53, 1:5 Waldo 80 |
| Aris – 1. FC Köln 2:1 i 0:2 1 26.10 1965 1:0 Konatantinidis 29, 2:0 Filipou 71, 2:1 J.Sturm 82 2 16.11 1965 0:1 Thielen 57, 0:2 Thielen 83 |
| Újpest – Everton 3:0 i 1:2 1 03.11 1965 1:0 Solymosi 9, 2:0 Bene 23, 3:0 Kuharszki 63 2 16.11 1965 0:1 B. Harris 4, 1:1 Kuharszki 31, 1:2 Nosko 83s |
| Dunfermline Athletic – B 1903 5:0 i 4:2 1 03.11 1965 1:0 Fleming 23, 2:0 Robertson 57, 3:0 Paton 70, 4:0 T. Callaghan 73, 5:0 Paton 89 2 17.11 1965 0:1 Petersen 10, 1:1 Edwards 30, 2:1 Paton 35, 2:2 Andersen 50, 3:2 Fleming 54, 4:2 Ferguson 70                                                                                    |
| AC Fiorentina – Spartak Brno 2:0 i 0:4 1 24.11 1965 1:0 De Sisti 15, 2:0 Hamrin 89 2 05.12 1965 0:1 Hradsky 29, 0:2 Hradsky 60, 0:3 Lichtnegl 69, 0:4 Lichtnegl 82 |
| Heart of Midlothian – Vålerenga Fotball 1:0 i 3:1 1 18.10 1965 1:0 Wallace 43 2 27.10 1965 1:0 Kerrigan 9, 2:0 Traynor 22, 2:1 Knudsen 72, 3:1 Kerrigan 90 |
| Shamrock Rovers – Real Saragossa 1:1 i 1:2 1 17.11 1965 1:0 Tuohy 44, 1:1 Reija 88 2 24.11 1965 0:1 Santos 11, 1:1 Fullam 21, 1:2 Canario 77 |

## 1/8 finału
| Hannover 96 – FC Barcelona 2:1 i 0:1, dod. 1:1 (dog) 1 02.02 1966 1:0 Siemensmeyer 15, 1:1 Zaldúa 44, 2:1 Siemensmeyer 54 2 16.02 1966 0:1 Fuste 61 3 02.03 1966 1:0 Bandura 11, 1:1 Pujol 88 (mecz w Hanowerze) awans Barcelony po losowaniu (rzut monetą)                                          |
| Español – Steagul Rosu Braszów 3:1 i 2:4, dod. 1:0 1 26.01 1966 1:0 Amas 59, 1:1 Zaharia 62, 2:1 Amas 82, 3:1 Amas 87 2 16.02 1966 1:0 Eulogio Martinez 20, 1:1 Pescaru 24, 2:1 José Maria 48, 2:2 Ivanescu 52, 2:3 Ivanescu 60k, 2:4 Goran 80 3 02.03 1966 1:0 Ré 53 (mecz w Braszowie)             |
| Servette FC – TSV 1860 Monachium 1:1 i 1:4 1 08.02 1966 0:1 Konietzka 39, 1:1 Daina 89 2 15.02 1966 0:1 Konietzka 16, 0:2 P. Grosser 35, 1:2 Georgy 40, 1:3 Brunnenmeier 58, 1:4 Brunnenmeier 87 |
| A.C. Milan – Chelsea 2:1 i 1:2, dod. 1:1 (dog) 1 09.02 1966 1:0 Amarildo 58, 2:0 Rivera 75, 2:1 Graham 89 2 16.02 1966 0:1 Graham 9, 0:2 Osgood 18, 1:2 Sormani 43 3 02.03 1966 0:1 Bridges 10, 1:1 Fortunato 90 (mecz w Mediolanie) awans Chelsea po losowaniu (rzut monetą)                        |
| Leeds United – Valencia CF 1:1 i 1:0 1 02.02 1966 0:1 Muñoz 16, 1:1 Lorimer 65 2 16.02 1966 1:0 O’Grady 75 |
| 1. FC Köln – Újpest 3:2 i 0:4 1 02.02 1966 1:0 Löhr 18, 2:0 Löhr 31, 2:1 Göröcs 30, 3:1 H. Sturm 43, 3:2 Solymosi 81 2 16.02 1966 0:1 A. Dunai 13, 0:2 Bene 46, 0:3 Kuharszky 62, 0:4 Bene 70 |
| Dunfermline Athletic – Spartak Brno 2:0 i 0:0 1 26.01 1966 1:0 Paton 61, 2:0 Ferguson 88k 2 16.02 1966 |
| Heart of Midlothian – Real Saragossa 3:3 i 2:2, dod. 0:1 1 12.01 1966 0:1 Lapetra 10, 0:2 Enderiz 29, 1:2 Anderson 50, 2:2 Wallace 57, 3:2 Kerrigan 79, 3:3 Lapetra 86 2 26.01 1966 0:1 Santos 5, 0:2 Marcelino 21, 1:2 Anderson 27, 2:2 Wallace 77 3 02.03 1966 0:1 Marcelino 80 baraż w Saragossie |

## 1/4 finału
| FC Barcelona – Español 1:0 i 1:0 1 16.03 1966 1:0 Benitez 43 2 23.03 1966 1:0 Vidal 49                                                                                                   |
| TSV 1860 Monachium – Chelsea 2:2 i 0:1 1 15.03 1966 1:0 Kohlars 17, 1:1 Tambling 35, 1:2 Tambling 55, 2:2 Konietzka 77 2 29.03 1966 0:1 Osgood 78                                        |
| Leeds United – Újpest 4:1 i 1:1 1 02.03 1966 1:0 Cooper 7. 2:0 Bell 35, 3:0 Storrie 42, 4:0 Bremner 43, 4:1 A. Dunai 75 2 09.03 1966 0:1 Fazekas 38, 1:1 Lorimer 72                      |
| Dunfermline Athletic – Real Saragossa 1:0 i 2:4 (dog) 1 16.03 1966 1:0 Paton 87 2 30.03 1966 0:1 Santos 57, 0:2 Marcelino 83, 1:2 Ferguson 89, 1:3 Villa 91, 2:3 Lunn 102, 2:4 Villa 118 |

## 1/2 finału
| FC Barcelona – Chelsea 2:0 i 0:2, dod. 5:0 1 22.04 1966 1:0 Fuste 33, 2:0 Zaldúa 89 2 11.05 1966 0:1 Gallego 70s, 0:2 Reina 77s 3 25.05 1966 1:0 Zaldua 4, 2:0 Zaballa 14, 3:0 Rifé 42, 4:0 Rifé 52, 5:0 Fuste 73 (mecz w Barcelonie)              |
| Real Saragossa – Leeds United 1:0 i 1:2, dod. 3:1 1 20.04 1966 1:0 Lapetra 57k 2 27.04 1966 0:1 Johanneson 22, 1:1 Canario 62, 1:2 J. Charlton 65 3 11.05 1966 1:0 Marcelino 1, 2:0 Villa 5, 3:0 Santos 13, 3:1 J. Charlton 78 (mecz w Saragossie) |

## Finał
| FC Barcelona – Real Saragossa 0:1 i 4:2 (dog) |
| 14 września 1966 Barcelona Camp Nou (50 000) FC Barcelona – Real Saragossa 0:1 (0:1) Sędzia: István Zsolt (Węgry) Bramki: 0:1 Canario 40 FC Barcelona (trener Roque Olsen): Salvador Sadurni Urpi „Sadurni” – Julio César Benitez, Eladio Silvestre Graells „Eladio”, Montesiños, Francisco Fernández Rodriguez „Gallego”, Antonio Torres Garcia „Torres”, Pedro Maria Zaballa Barquin „Zaballa”, Lucien Muller, José Antonio Zaldúa Urdanavia „Zaldúa”, José Maria Fusté Blanch „Fusté”, Luis Vidal Real Saragossa (trener Ferdinand Daučik): Enrique Yarza – José Ramón Irusquieta García „Irusquieta”, Severino Reija Vázquez „Reija”, Antonio Pais Castroagudi „Pais”, Francisco Santamaria Mirones „Santamaria”, José Luis Violeta Lajusticia „Violeta”, Darcy Silveira dos Santos „Canario”, Eleuterio Santos Brito „Santos”, Marcelino Mártinez Cao „Marcelino”, Juan Manuel Villa Gutiérrez „Villa”, Carlos Lapetra Coarasa „Lapetra” |
| 21 września 1966 Saragossa Estadio La Romareda (33 000) Real Saragossa – FC Barcelona 2:4 (2:3, 1:1) Sędzia: Concetto Lo Bello (Włochy) Bramki: 0:1 Pujol 3, 1:1 Villa 20, 2:1 Marcelino 50, 2:2 Zaballa 79, 2:3 Torres 85, 2:4 Pujol 100 Real Saragossa (trener Ferdinand Daučik): Enrique Yarza – José Ramón Irusquieta García „Irusquieta”, Severino Reija Vázquez „Reija”, Antonio Pais Castroagudi „Pais”, Francisco Santamaria Mirones „Santamaria”, José Luis Violeta Lajusticia „Violeta”, Darcy Silveira dos Santos „Canario”, Eleuterio Santos Brito „Santos”, Marcelino Mártinez Cao „Marcelino”, Juan Manuel Villa Gutiérrez „Villa”, Carlos Lapetra Coarasa „Lapetra” FC Barcelona (trener Roque Olsen): Salvador Sadurni Urpi „Sadurni” – Alfonso Maria Rodriguez Sala „Foncho”, Eladio Silvestre Graells „Eladio”, Montesiños, Francisco Fernández Rodriguez „Gallego”, Antonio Torres Garcia „Torres”, Pedro Maria Zaballa Barquin „Zaballa”, Oscar Tomás Mas, José Antonio Zaldúa Urdanavia „Zaldúa”, José Maria Fusté Blanch „Fusté”, Luis Pujol Codina „Pujol” |